# Louann (Arkansas)
Louann es un pueblo ubicado en el condado de Ouachita en el estado estadounidense de Arkansas. En el Censo de 2010 tenía una población de 164 habitantes y una densidad poblacional de 253,28 personas por km².

## Geografía
Louann se encuentra ubicado en las coordenadas 33°23′30″N 92°47′32″O / 33.39167, -92.79222. Según la Oficina del Censo de los Estados Unidos, Louann tiene una superficie total de 0.65 km², de la cual 0.65 km² corresponden a tierra firme y (0%) 0 km² es agua.

## Demografía
Según el censo de 2010, había 164 personas residiendo en Louann. La densidad de población era de 253,28 hab./km². De los 164 habitantes, Louann estaba compuesto por el 78.66% blancos, el 16.46% eran afroamericanos, el 0% eran amerindios, el 0% eran asiáticos, el 0% eran isleños del Pacífico, el 0.61% eran de otras razas y el 4.27% pertenecían a dos o más razas. Del total de la población el 1.22% eran hispanos o latinos de cualquier raza.